# Joe Lewis (võ sĩ)
Joe Lewis (7 tháng 3 năm 1944 – 31 tháng 8 năm 2012) là một kickboxer, diễn viên người Mỹ và ngoài ra ông còn tham dự các giải vô địch Karate thế giới. Ông là học trò của huyền thoại võ thuật Lý Tiểu Long, từng đánh bại Chuck Norris. Ông được Lý Tiểu Long gọi là "Người chiến đấu Karate xuất sắc nhất mọi thời đại". Ngoài ra, ông còn được mệnh danh là cha đẻ của Kickboxing.

## Tiểu sử
Ông sinh ngày 7 tháng 3 năm 1944 tại Knightdale, North Carolina, Hoa Kỳ. Ông mất ngày 31 tháng 8 năm 2012, Coatesville, Pennsylvania, Hoa Kỳ
Vợ ông là bà Barbara Leigh, cuộc hôn nhân từ năm 1966 đến năm 1967